# Babson Park
Babson Park ist ein census-designated place (CDP) im Polk County im US-Bundesstaat Florida.  Das U.S. Census Bureau hat bei der Volkszählung 2020 eine Einwohnerzahl von 1.330 ermittelt.

## Geographie
Babson Park grenzt an die Stadt Hillcrest Heights und liegt rund 35 km östlich von Bartow sowie etwa 90 km südlich von Orlando. Der CDP liegt am Ostufer des Crooked Lake und wird von der Florida State Road 17 durchquert.

## Demographische Daten
Laut der Volkszählung 2010 verteilten sich die damaligen 1356 Einwohner auf 462 Haushalte. Die Bevölkerungsdichte lag bei 347,7 Einw./km². 73,5 % der Bevölkerung bezeichneten sich als Weiße, 18,1 % als Afroamerikaner, 0,1 % als Indianer und 2,4 % als Asian Americans. 3,3 % gaben die Angehörigkeit zu einer anderen Ethnie und 2,7 % zu mehreren Ethnien an. 8,4 % der Bevölkerung bestand aus Hispanics oder Latinos.
Im Jahr 2010 lebten in 37,5 % aller Haushalte Kinder unter 18 Jahren sowie 23,9 % aller Haushalte Personen mit mindestens 65 Jahren. 70,3 % der Haushalte waren Familienhaushalte (bestehend aus verheirateten Paaren mit oder ohne Nachkommen bzw. einem Elternteil mit Nachkomme). Die durchschnittliche Größe eines Haushalts lag bei 2,78 Personen und die durchschnittliche Familiengröße bei 3,22 Personen.
34,4 % der Bevölkerung waren jünger als 20 Jahre, 32,2 % waren 20 bis 39 Jahre alt, 19,3 % waren 40 bis 59 Jahre alt und 14,2 % waren mindestens 60 Jahre alt. Das mittlere Alter betrug 24 Jahre. 52,6 % der Bevölkerung waren männlich und 47,4 % weiblich.
Das durchschnittliche Jahreseinkommen lag bei 34.420 $, dabei lebten 11,8 % der Bevölkerung unter der Armutsgrenze.
Im Jahr 2000 war Englisch die Muttersprache von 93,44 % der Bevölkerung und spanisch sprachen 6,56 %.

## Sehenswürdigkeiten
Am 17. Oktober 1997 wurde der Babson Park Woman’s Club in das National Register of Historic Places eingetragen.

## Wirtschaft
Eine nennenswerte Industrie gibt es nicht. Die hauptsächlichen Beschäftigungszweige sind: Ausbildung, Gesundheit und Soziales: (12,5 %), Handel / Einzelhandel: (14,8 %), Landwirtschaft, Forstwirtschaft, Fischerei und Jagd und Bergbau: (13,6 %).

## Schulen
- Babson Park Elementary School

## Kliniken
Die Stadt selbst hat keine Klinik. Für medizinische Behandlungen, die einen ambulanten oder stationären Aufenthalt notwendig machen, müssen die Einwohner eine der umliegenden Kliniken aufsuchen:
- Winter Haven Hospital in Winter Haven, etwa 30 km entfernt
- Bartow Memorial Hospital in Bartow, etwa 35 km entfernt
- Osceola Regional Medical Center in Kissimmee, etwa 33 km entfernt